# Мыслец (река)
Мысле́ц (чув. Мисчĕ) — река в России, протекает в Шумерлинском районе Чувашии. Правый приток реки Суры.

## География
Река Мыслец образуется у одноимённого посёлка Мыслец слиянием рек Чертаганский и Пушкут. Течёт на запад по южной окраине города Шумерля, где принимает воды речки Паланки. Устье реки находится около городской насосной станции в 175 км по правому берегу реки Сура. Длина реки составляет 19 км, площадь водосборного бассейна — 106 км². Годовой сток составляет 140—160 мм.

## Данные водного реестра
По данным государственного водного реестра России относится к Верхневолжскому бассейновому округу, водохозяйственный участок реки — Сура от устья реки Алатырь и до устья, речной подбассейн реки — Сура. Речной бассейн реки — (Верхняя) Волга до Куйбышевского водохранилища (без бассейна Оки).
Код объекта в государственном водном реестре — 08010500412110000039227.